# 회화초등학교
회화초등학교는 대한민국 경상남도 고성군에 있는 공립 초등학교이다.

## 학교 연혁
- 1919년 10월 1일 배둔공립보통학교 개교
- 1993년 3월 1일 삼덕국민학교 통합
- 1996년 3월 1일 현재 교명으로 변경
- 1998년 9월 1일 동창초등학교 통합
- 2019년 9월 1일 제29대 정영훈 교장 부임
- 2022년 2월 11일 제101회 졸업장 수여식(졸업생 총8,685명)

## 참고 자료
- 회화초등학교 - 한국교육학술정보원 학교알리미